# Жорж (роман)
«Жорж» (фр. Georges) — историко-приключенческий роман французского писателя Александра Дюма-отца, написанный в 1843 году.

## Описание
Роман представляет интерес для исследователей, так как многие сюжетные идеи романа позднее использовались в «Графе Монте-Кристо». Кроме того, автор поднимает в романе «Жорж» необычную для себя тему рабства и колонизации.
Так же, как и в произведении «Две недели на Синае», Дюма продемонстрировал в «Жорже» удивительную способность передавать атмосферу тех мест, в которых он не был.
Повествование длится с 1810 по 1824 год. После столетней французской колонизации остров Маврикий становится британской колонией.